# Svetovno prvenstvo v rokometu 2015
Svetovno prvenstvo v rokometu 2015 je bilo 24. svetovno prvenstvo v rokometu, organizirano s strani mednarodne rokometne zveze in je prvič potekalo v Katarju med 15. januarjem in 1. februarjem 2015, v konkurenci štiriindvajsetih reprezentanc. 
To je že tretjič, da je svetovno prvenstvo gostila država na Bližnjem vzhodu in v severni Afriki, po Egiptu leta 1999 in Tuniziji leta 2005.  
Svoj peti naslov prvaka je osvojila Francija, ki je v finalu z rezultatom 25–22 premagala Katar. V tekmi za bronasto medaljo pa je Poljska po podaljških premagala Španijo s 29–28.

## Izbira gostitelja
Za prireditelja svetovnega prvenstva so se potegovali Katar, Norveška, Poljska in Francija. Katar je bil nato izbran s strani IHF Sveta dne 27. januarja 2011, v Malmöju na Švedskem.   

## Prizorišča
Prvenstvo se je igralo na treh prizoriščih, v dveh mestih.
| Lusail              | Doha                                 | Doha                        | LusailDoha |
| Lusail Sports Arena | Ali bin Hamad al-Attiyah Sports Hall | Duhail Handball Sports Hall | LusailDoha |
| Kapaciteta: 15.300  | Kapaciteta: 7.700                    | Kapaciteta: 5.500           | LusailDoha |
|                     |                                      |                             | LusailDoha |

## Kvalifikacije
Štiriindvajset ekip je sodelovalo na turnirju. Katar, kot gostitelji in Španija, kot svetovni prvak so bili uvrščeni neposredno, za preostalih 22 mest pa so se ekipe pomerile v kontinentalnih kvalifikacijskih turnirjih.
Sklep, ki ga je Mednarodna rokometna zveza sprejela 8. julija 2014, je bil namenjen za ekipe iz Oceanije. Sprejeli so, da Oceanija nima več kontinentalne konfederacije. Reprezentanca, ki je zasedla to mesto je bila Avstralija, vendar so že zaradi omenjenih razlogov namesto le-teh povabili Nemčijo. Bahrajn in Združeni arabski emirati so se umaknili 7. novembra 2014. Kot zamenjavi sta bili izbrani Savdska Arabija in Islandija.   
| Turnir                 | Datum                      | Mesta | Kvalificirane reprezentance                                                                |
| ---------------------- | -------------------------- | ----- | ------------------------------------------------------------------------------------------ |
| Gostitelj              | 27. januar 2011            | 1     | Katar                                                                                      |
| Svetovno prvenstvo     | 11.–27. januar 2013        | 1     | Španija                                                                                    |
| Afriško prvenstvo      | 16.–25. januar 2014        | 3     | Alžirija Egipt Tunizija                                                                    |
| Evropsko prvenstvo     | 12.–26. januar 2014        | 3     | Hrvaška Danska Francija                                                                    |
| Azijsko prvenstvo      | 24. januar–4. februar 2014 | 3     | Bahrajn Iran Združeni arabski emirati                                                      |
| Prvenstvo Oceanije     | 25.–26. april 2014         | 1     | Avstralija                                                                                 |
| Evropske kvalifikacije | 7.–15. junij 2014          | 9     | Avstrija Belorusija Bosna in Hercegovina Češka Makedonija Poljska Rusija Slovenija Švedska |
| Panameriško prvenstvo  | 23.–29. junij 2014         | 3     | Argentina Brazilija Čile                                                                   |
| Povabilo               | 8 July 2014                | 1     | Nemčija                                                                                    |
| Povabilo               | 21 November 2014           | 2     | Islandija Saudova Arabija                                                                  |

## Žreb
Žreb je potekal 20. julija 2014 ob 21:30 po lokalnem času v Dohi, v Katarju. Ekipe so bile razdeljene v šest bobnov.
| Boben 1                                 | Boben 2                                                | Boben 3                                  | Boben 4                                     | Boben 5                                          | Boben 6                             |
| --------------------------------------- | ------------------------------------------------------ | ---------------------------------------- | ------------------------------------------- | ------------------------------------------------ | ----------------------------------- |
| - Španija - Francija - Danska - Hrvaška | - Bosna in Hercegovina - Poljska - Švedska - Slovenija | - Rusija - Katar - Makedonija - Alžirija | - Avstrija - Argentina - Belorusija - Češka | - Tunizija - Egipt - Brazilija - Saudova Arabija | - Iran - Islandija - Čile - Nemčija |

## Sodniki
Izbranih je bilo 18 sodniških parov:
| Sodniki   | Sodniki                          |
| --------- | -------------------------------- |
| Brazilija | Jesus Menezes Rogéro Pinto       |
| Hrvaška   | Matija Gubica Boris Milošević    |
| Češka     | Václav Horáček Jiří Novotný      |
| Danska    | Martin Gjeding Mads Hansen       |
| Egipt     | Mohamed Rashed Tamer El-Sayed    |
| Francija  | Laurent Reveret Stevann Pichon   |
| Nemčija   | Lars Geipel Marcus Helbig        |
| Japonska  | Kiyoshi Hizaki Tomokazu Ikebuchi |
| Litva     | Mindaugas Gatelis Vaidas Mažeika |

| Sodniki            | Sodniki                           |
| ------------------ | --------------------------------- |
| Severna Makedonija | Gjorgji Nachevski Slave Nikolov   |
| Portugalska        | Duarte Santos Ricardo Fonseca     |
| Katar              | Saleh Bamutref Mansour Al-Suwaidi |
| Srbija             | Nenad Nikolić Dušan Stojković     |
| Slovenija          | Nenad Krstić Peter Ljubič         |
| Južna Koreja       | Bon-ok Koo Seok Lee               |
| Španija            | Óscar López Ángel Ramírez         |
| Švedska            | Michael Johansson Jasmin Kliko    |
| Tunizija           | Samir Krichen Samir Makhlouf      |

## Predtekmovanje

### Kriteriji
Pri skupinskem delu tega turnirja, kjer imata dve ali imajo več ekip v skupini enako število točk, se pozicija določi z naslednjimi merili po naslednjme vrstnem redu:
1. število točk, pridobljenih v tekmah med ekipami
2. gol razlika v tekmah med ekipami
3. število doseženih golov v tekamh med ekipami (če sta več kot dve ekipi po točkah končali enako)
4. gol razlika na vseh tekmah v skupini
5. število doseženih golov na vseh tekmah v skupini
6. žreb

|  | Ekipa napreduje v izločilni del tekmovanja |

#### Skupina A
| Reprezentanca | OT | Z | N | P | DG  | PG  | GR  | Toč |
| ------------- | -- | - | - | - | --- | --- | --- | --- |
| Španija       | 5  | 5 | 0 | 0 | 162 | 127 | +35 | 10  |
| Katar         | 5  | 4 | 0 | 1 | 137 | 122 | +15 | 8   |
| Slovenija     | 5  | 3 | 0 | 2 | 160 | 145 | +15 | 6   |
| Brazilija     | 5  | 2 | 0 | 3 | 146 | 143 | +3  | 4   |
| Belorusija    | 5  | 1 | 0 | 4 | 147 | 155 | −8  | 2   |
| Čile          | 5  | 0 | 0 | 5 | 104 | 164 | −60 | 0   |

| 15. januar 2015 20:30 | Katar                   | 28–23    | Brazilija | Dvorana: Lusail Sports Arena, Lusail Gledalcev: 11,500 Sodnika: Milošević, Gubica |
| 15. januar 2015 20:30 | Hassab Alla, Marković 6 | (15–12)  | Chiuffa 6 | Dvorana: Lusail Sports Arena, Lusail Gledalcev: 11,500 Sodnika: Milošević, Gubica |
| 15. januar 2015 20:30 | 4× 3×                   | Poročilo | 5× 3× 1×  | Dvorana: Lusail Sports Arena, Lusail Gledalcev: 11,500 Sodnika: Milošević, Gubica |

| 16. januar 2015 17:00 | Španija                | 38–33    | Belorusija | Dvorana: Duhail Handball Sports Hall, Doha Gledalcev: 1,200 Sodnika: Novotný, Horáček |
| 16. januar 2015 17:00 | Aguinagalde, Maqueda 6 | (21–17)  | Tsitou 5   | Dvorana: Duhail Handball Sports Hall, Doha Gledalcev: 1,200 Sodnika: Novotný, Horáček |
| 16. januar 2015 17:00 | 2× 3×                  | Poročilo | 3× 2×      | Dvorana: Duhail Handball Sports Hall, Doha Gledalcev: 1,200 Sodnika: Novotný, Horáček |

| 16. januar 2015 17:00 | Slovenija | 36–23    | Čile          | Dvorana: Ali Bin Hamad Al Attiya Arena, Doha Gledalcev: 1,500 Sodnika: Rashed, El-Sayed |
| 16. januar 2015 17:00 | Gajić 9   | (16–14)  | R. Salinas 10 | Dvorana: Ali Bin Hamad Al Attiya Arena, Doha Gledalcev: 1,500 Sodnika: Rashed, El-Sayed |
| 16. januar 2015 17:00 | 8× 3×     | Poročilo | 6× 3×         | Dvorana: Ali Bin Hamad Al Attiya Arena, Doha Gledalcev: 1,500 Sodnika: Rashed, El-Sayed |

| 17. januar 2015 17:00 | Brazilija         | 27–29    | Španija    | Dvorana: Duhail Handball Sports Hall, Doha Gledalcev: 800 Sodnika: Nachevski, Nikolov |
| 17. januar 2015 17:00 | Ribeiro, Toledo 5 | (14–15)  | Cañellas 9 | Dvorana: Duhail Handball Sports Hall, Doha Gledalcev: 800 Sodnika: Nachevski, Nikolov |
| 17. januar 2015 17:00 | 5× 4×             | Poročilo | 2× 4×      | Dvorana: Duhail Handball Sports Hall, Doha Gledalcev: 800 Sodnika: Nachevski, Nikolov |

| 17. januar 2015 17:00 | Belorusija   | 29–34    | Slovenija | Dvorana: Lusail Sports Arena, Lusail Gledalcev: 4,000 Sodnika: Krichen, Makhlouf |
| 17. januar 2015 17:00 | D. Rutenka 6 | (8–17)   | Gajić 15  | Dvorana: Lusail Sports Arena, Lusail Gledalcev: 4,000 Sodnika: Krichen, Makhlouf |
| 17. januar 2015 17:00 | 5× 3×        | Poročilo | 8× 3× 1×  | Dvorana: Lusail Sports Arena, Lusail Gledalcev: 4,000 Sodnika: Krichen, Makhlouf |

| 17. januar 2015 19:00 | Čile    | 20–27    | Katar       | Dvorana: Lusail Sports Arena, Lusail Gledalcev: 4,500 Sodnika: Reveret, Pichon |
| 17. januar 2015 19:00 | Oneto 5 | (9–15)   | Marković 11 | Dvorana: Lusail Sports Arena, Lusail Gledalcev: 4,500 Sodnika: Reveret, Pichon |
| 17. januar 2015 19:00 | 5× 3×   | Poročilo | 2× 3×       | Dvorana: Lusail Sports Arena, Lusail Gledalcev: 4,500 Sodnika: Reveret, Pichon |

| 19. januar 2015 17:00 | Španija        | 37–16    | Čile             | Dvorana: Duhail Handball Sports Hall, Doha Gledalcev: 500 Sodnika: Lee, Koo |
| 19. januar 2015 17:00 | Rivera Folch 7 | (14–7)   | Araya, Frelijj 3 | Dvorana: Duhail Handball Sports Hall, Doha Gledalcev: 500 Sodnika: Lee, Koo |
| 19. januar 2015 17:00 | 3×             | Poročilo | 1× 3×            | Dvorana: Duhail Handball Sports Hall, Doha Gledalcev: 500 Sodnika: Lee, Koo |

| 19. januar 2015 17:00 | Belorusija         | 29–34    | Brazilija | Dvorana: Lusail Sports Arena, Lusail Gledalcev: 3,000 Sodnika: Rashed, El-Sayed |
| 19. januar 2015 17:00 | trije rokometaši 6 | (12–16)  | Ribeiro 9 | Dvorana: Lusail Sports Arena, Lusail Gledalcev: 3,000 Sodnika: Rashed, El-Sayed |
| 19. januar 2015 17:00 | 5× 3×              | Poročilo | 5× 3×     | Dvorana: Lusail Sports Arena, Lusail Gledalcev: 3,000 Sodnika: Rashed, El-Sayed |

| 19. januar 2015 19:00 | Slovenija | 29–31    | Katar     | Dvorana: Lusail Sports Arena, Lusail Gledalcev: 9,500 Sodnika: Gjeding, Hansen |
| 19. januar 2015 19:00 | Dolenec 8 | (15–18)  | Capote 12 | Dvorana: Lusail Sports Arena, Lusail Gledalcev: 9,500 Sodnika: Gjeding, Hansen |
| 19. januar 2015 19:00 | 7× 3×     | Poročilo | 5× 3×     | Dvorana: Lusail Sports Arena, Lusail Gledalcev: 9,500 Sodnika: Gjeding, Hansen |

| 21. januar 2015 17:00 | Slovenija | 35–32    | Brazilija | Dvorana: Duhail Handball Sports Hall, Doha Gledalcev: 500 Sodnika: Reveret, Pichon |
| 21. januar 2015 17:00 | Gajić 12  | (19–18)  | Ribeiro 7 | Dvorana: Duhail Handball Sports Hall, Doha Gledalcev: 500 Sodnika: Reveret, Pichon |
| 21. januar 2015 17:00 | 5× 2×     | Poročilo | 5× 2×     | Dvorana: Duhail Handball Sports Hall, Doha Gledalcev: 500 Sodnika: Reveret, Pichon |

| 21. januar 2015 17:00 | Čile         | 23–34    | Belorusija              | Dvorana: Lusail Sports Arena, Lusail Gledalcev: 800 Sodnika: Hizaki, Ikebuchi |
| 21. januar 2015 17:00 | R. Salinas 6 | (11–14)  | Pukhouski, S. Rutenka 8 | Dvorana: Lusail Sports Arena, Lusail Gledalcev: 800 Sodnika: Hizaki, Ikebuchi |
| 21. januar 2015 17:00 | 7× 2× 1×     | Poročilo | 5× 2×                   | Dvorana: Lusail Sports Arena, Lusail Gledalcev: 800 Sodnika: Hizaki, Ikebuchi |

| 21. januar 2015 19:00 | Katar       | 25–28    | Španija        | Dvorana: Lusail Sports Arena, Lusail Gledalcev: 12,400 Sodnika: Nikolić, Stojković |
| 21. januar 2015 19:00 | Marković 10 | (10–8)   | Rivera Folch 7 | Dvorana: Lusail Sports Arena, Lusail Gledalcev: 12,400 Sodnika: Nikolić, Stojković |
| 21. januar 2015 19:00 | 1× 2×       | Poročilo | 5× 2×          | Dvorana: Lusail Sports Arena, Lusail Gledalcev: 12,400 Sodnika: Nikolić, Stojković |

| 23. januar 2015 17:00 | Brazilija       | 30–22    | Čile              | Dvorana: Lusail Sports Arena, Lusail Gledalcev: 2,500 Sodnika: Krichen, Makhlouf |
| 23. januar 2015 17:00 | Pacheco Filho 7 | (12–13)  | pet rokometašev 3 | Dvorana: Lusail Sports Arena, Lusail Gledalcev: 2,500 Sodnika: Krichen, Makhlouf |
| 23. januar 2015 17:00 | 5× 1×           | Poročilo | 7× 1×             | Dvorana: Lusail Sports Arena, Lusail Gledalcev: 2,500 Sodnika: Krichen, Makhlouf |

| 23. januar 2015 17:00 | Španija        | 30–26    | Slovenija           | Dvorana: Duhail Handball Sports Hall, Doha Gledalcev: 1,000 Sodnika: Geipel, Helbig |
| 23. januar 2015 17:00 | Rivera Folch 6 | (14–10)  | štirje rokometaši 4 | Dvorana: Duhail Handball Sports Hall, Doha Gledalcev: 1,000 Sodnika: Geipel, Helbig |
| 23. januar 2015 17:00 | 2× 3× 1×       | Poročilo | 5× 3×               | Dvorana: Duhail Handball Sports Hall, Doha Gledalcev: 1,000 Sodnika: Geipel, Helbig |

| 23. januar 2015 19:00 | Katar      | 26–22    | Belorusija   | Dvorana: Lusail Sports Arena, Lusail Gledalcev: 10,000 Sodnika: Novotný, Horáček |
| 23. januar 2015 19:00 | Marković 9 | (7–12)   | D. Rutenka 7 | Dvorana: Lusail Sports Arena, Lusail Gledalcev: 10,000 Sodnika: Novotný, Horáček |
| 23. januar 2015 19:00 | 3× 2×      | Poročilo | 6× 2×        | Dvorana: Lusail Sports Arena, Lusail Gledalcev: 10,000 Sodnika: Novotný, Horáček |

#### Skupina B
| Reprezentanca        | OT | Z | N | P | DG  | PG  | GR  | Toč |
| -------------------- | -- | - | - | - | --- | --- | --- | --- |
| Hrvaška              | 5  | 5 | 0 | 0 | 158 | 124 | +34 | 10  |
| Makedonija           | 5  | 4 | 0 | 1 | 153 | 138 | +15 | 8   |
| Avstrija             | 5  | 2 | 1 | 2 | 147 | 140 | +7  | 5   |
| Tunizija             | 5  | 2 | 1 | 2 | 132 | 133 | −1  | 5   |
| Bosna in Hercegovina | 5  | 1 | 0 | 4 | 118 | 128 | −10 | 2   |
| Iran                 | 5  | 0 | 0 | 5 | 127 | 172 | −45 | 0   |

| 16. januar 2015 15:00 | Bosna in Hercegovina | 30–25    | Iran        | Dvorana: Lusail Sports Arena, Lusail Gledalcev: 4,000 Sodnika: Koo, Lee |
| 16. januar 2015 15:00 | Čelica 6             | (12–16)  | A. Esteki 7 | Dvorana: Lusail Sports Arena, Lusail Gledalcev: 4,000 Sodnika: Koo, Lee |
| 16. januar 2015 15:00 | 8× 3×                | Poročilo | 8× 3×       | Dvorana: Lusail Sports Arena, Lusail Gledalcev: 4,000 Sodnika: Koo, Lee |

| 16. januar 2015 17:00 | Makedonija    | 33–25    | Tunizija | Dvorana: Lusail Sports Arena, Lusail Gledalcev: 5,000 Sodnika: Geipel, Helbig |
| 16. januar 2015 17:00 | K. Lazarov 10 | (18–14)  | Tej 6    | Dvorana: Lusail Sports Arena, Lusail Gledalcev: 5,000 Sodnika: Geipel, Helbig |
| 16. januar 2015 17:00 | 7× 3×         | Poročilo | 6× 3×    | Dvorana: Lusail Sports Arena, Lusail Gledalcev: 5,000 Sodnika: Geipel, Helbig |

| 16. januar 2015 19:00 | Hrvaška  | 32–30    | Avstrija          | Dvorana: Duhail Handball Sports Hall, Doha Gledalcev: 750 Sodnika: Gatelis, Mažeika |
| 16. januar 2015 19:00 | Čupić 11 | (16–13)  | Szilágyi, Weber 7 | Dvorana: Duhail Handball Sports Hall, Doha Gledalcev: 750 Sodnika: Gatelis, Mažeika |
| 16. januar 2015 19:00 | 6× 3×    | Poročilo | 7× 3× 1×          | Dvorana: Duhail Handball Sports Hall, Doha Gledalcev: 750 Sodnika: Gatelis, Mažeika |

| 17. januar 2015 19:00 | Tunizija  | 25–28    | Hrvaška | Dvorana: Duhail Handball Sports Hall, Doha Gledalcev: 4,000 Sodnika: López, Ramírez |
| 17. januar 2015 19:00 | Bannour 9 | (13–14)  | Čupić 8 | Dvorana: Duhail Handball Sports Hall, Doha Gledalcev: 4,000 Sodnika: López, Ramírez |
| 17. januar 2015 19:00 | 6× 3×     | Poročilo | 5× 3×   | Dvorana: Duhail Handball Sports Hall, Doha Gledalcev: 4,000 Sodnika: López, Ramírez |

| 17. januar 2015 19:00 | Iran        | 31–33    | Makedonija   | Dvorana: Ali Bin Hamad Al Attiya Arena, Doha Gledalcev: 1,000 Sodnika: Al-Suwaidi, Bamutref |
| 17. januar 2015 19:00 | A. Esteki 9 | (17–19)  | K. Lazarov 9 | Dvorana: Ali Bin Hamad Al Attiya Arena, Doha Gledalcev: 1,000 Sodnika: Al-Suwaidi, Bamutref |
| 17. januar 2015 19:00 | 7× 4× 1×    | Poročilo | 7× 4×        | Dvorana: Ali Bin Hamad Al Attiya Arena, Doha Gledalcev: 1,000 Sodnika: Al-Suwaidi, Bamutref |

| 17. januar 2015 21:00 | Avstrija          | 23–21    | Bosna in Hercegovina | Dvorana: Ali Bin Hamad Al Attiya Arena, Doha Gledalcev: 1,000 Sodnika: Menezes, Pinto |
| 17. januar 2015 21:00 | Szilágyi, Weber 4 | (11–12)  | Malinović 6          | Dvorana: Ali Bin Hamad Al Attiya Arena, Doha Gledalcev: 1,000 Sodnika: Menezes, Pinto |
| 17. januar 2015 21:00 | 8× 3×             | Poročilo | 6× 3× 1×             | Dvorana: Ali Bin Hamad Al Attiya Arena, Doha Gledalcev: 1,000 Sodnika: Menezes, Pinto |

| 19. januar 2015 19:00 | Bosna in Hercegovina | 22–25    | Makedonija | Dvorana: Ali Bin Hamad Al Attiya Arena, Doha Gledalcev: 2,000 Sodnika: Gatelis, Mažeika |
| 19. januar 2015 19:00 | Burić, Malinović 4   | (11–13)  | Manaskov 6 | Dvorana: Ali Bin Hamad Al Attiya Arena, Doha Gledalcev: 2,000 Sodnika: Gatelis, Mažeika |
| 19. januar 2015 19:00 | 5× 2×                | Poročilo | 6× 2× 1×   | Dvorana: Ali Bin Hamad Al Attiya Arena, Doha Gledalcev: 2,000 Sodnika: Gatelis, Mažeika |

| 19. januar 2015 19:00 | Hrvaška   | 41–22    | Iran        | Dvorana: Duhail Handball Sports Hall, Doha Gledalcev: 500 Sodnika: Geipel, Helbig |
| 19. januar 2015 19:00 | Horvat 12 | (19–13)  | S. Esteki 6 | Dvorana: Duhail Handball Sports Hall, Doha Gledalcev: 500 Sodnika: Geipel, Helbig |
| 19. januar 2015 19:00 | 3× 2×     | Poročilo | 3× 2×       | Dvorana: Duhail Handball Sports Hall, Doha Gledalcev: 500 Sodnika: Geipel, Helbig |

| 19. januar 2015 21:00 | Avstrija | 25–25    | Tunizija     | Dvorana: Ali Bin Hamad Al Attiya Arena, Doha Gledalcev: 4,500 Sodnika: Nikolić, Stojković |
| 19. januar 2015 21:00 | Weber 9  | (14–15)  | Sanaï, Tej 5 | Dvorana: Ali Bin Hamad Al Attiya Arena, Doha Gledalcev: 4,500 Sodnika: Nikolić, Stojković |
| 19. januar 2015 21:00 | 4× 3×    | Poročilo | 5× 3×        | Dvorana: Ali Bin Hamad Al Attiya Arena, Doha Gledalcev: 4,500 Sodnika: Nikolić, Stojković |

| 21. januar 2015 17:00 | Iran        | 26–38    | Avstrija | Dvorana: Ali Bin Hamad Al Attiya Arena, Doha Gledalcev: 500 Sodnika: Rashed, El-Sayed |
| 21. januar 2015 17:00 | S. Esteki 7 | (13–18)  | Santos 8 | Dvorana: Ali Bin Hamad Al Attiya Arena, Doha Gledalcev: 500 Sodnika: Rashed, El-Sayed |
| 21. januar 2015 17:00 | 5× 1×       | Poročilo | 5× 1×    | Dvorana: Ali Bin Hamad Al Attiya Arena, Doha Gledalcev: 500 Sodnika: Rashed, El-Sayed |

| 21. januar 2015 19:00 | Bosna in Hercegovina | 24–27    | Tunizija    | Dvorana: Ali Bin Hamad Al Attiya Arena, Doha Gledalcev: 5,500 Sodnika: Santos, Fonseca |
| 21. januar 2015 19:00 | Malinović 5          | (14–15)  | Boughanmi 7 | Dvorana: Ali Bin Hamad Al Attiya Arena, Doha Gledalcev: 5,500 Sodnika: Santos, Fonseca |
| 21. januar 2015 19:00 | 6× 4×                | Poročilo | 5× 4×       | Dvorana: Ali Bin Hamad Al Attiya Arena, Doha Gledalcev: 5,500 Sodnika: Santos, Fonseca |

| 21. januar 2015 19:00 | Makedonija   | 26–29    | Hrvaška | Dvorana: Duhail Handball Sports Hall, Doha Gledalcev: 2,000 Sodnika: Novotný, Horáček |
| 21. januar 2015 19:00 | K. Lazarov 7 | (14–15)  | Čupić 9 | Dvorana: Duhail Handball Sports Hall, Doha Gledalcev: 2,000 Sodnika: Novotný, Horáček |
| 21. januar 2015 19:00 | 6× 4×        | Poročilo | 6× 4×   | Dvorana: Duhail Handball Sports Hall, Doha Gledalcev: 2,000 Sodnika: Novotný, Horáček |

| 23. januar 2015 17:00 | Tunizija | 30–23    | Iran       | Dvorana: Ali Bin Hamad Al Attiya Arena, Doha Gledalcev: 4,500 Sodnika: Kliko, Johansson |
| 23. januar 2015 17:00 | Touati 7 | (12–12)  | Karamian 4 | Dvorana: Ali Bin Hamad Al Attiya Arena, Doha Gledalcev: 4,500 Sodnika: Kliko, Johansson |
| 23. januar 2015 17:00 | 3× 4×    | Poročilo | 5× 4×      | Dvorana: Ali Bin Hamad Al Attiya Arena, Doha Gledalcev: 4,500 Sodnika: Kliko, Johansson |

| 23. januar 2015 19:00 | Makedonija   | 36–31    | Avstrija | Dvorana: Ali Bin Hamad Al Attiya Arena, Doha Gledalcev: 1,000 Sodnika: Gjeding, Hansen |
| 23. januar 2015 19:00 | K. Lazarov 9 | (16–16)  | Weber 8  | Dvorana: Ali Bin Hamad Al Attiya Arena, Doha Gledalcev: 1,000 Sodnika: Gjeding, Hansen |
| 23. januar 2015 19:00 | 5× 2×        | Poročilo | 7× 2× 1× | Dvorana: Ali Bin Hamad Al Attiya Arena, Doha Gledalcev: 1,000 Sodnika: Gjeding, Hansen |

| 23. januar 2015 19:00 | Hrvaška   | 28–21    | Bosna in Hercegovina | Dvorana: Duhail Handball Sports Hall, Doha Gledalcev: 800 Sodnika: Reveret, Pichon |
| 23. januar 2015 19:00 | Karačić 6 | (17–8)   | Toromanović 7        | Dvorana: Duhail Handball Sports Hall, Doha Gledalcev: 800 Sodnika: Reveret, Pichon |
| 23. januar 2015 19:00 | 4× 3×     | Poročilo | 6× 3× 1×             | Dvorana: Duhail Handball Sports Hall, Doha Gledalcev: 800 Sodnika: Reveret, Pichon |

#### Skupina C
| Reprezentanca | OT | Z | N | P | DG  | PG  | GR  | Toč |
| ------------- | -- | - | - | - | --- | --- | --- | --- |
| Francija      | 5  | 4 | 1 | 0 | 143 | 128 | +15 | 9   |
| Švedska       | 5  | 3 | 1 | 1 | 137 | 109 | +28 | 7   |
| Islandija     | 5  | 2 | 1 | 2 | 127 | 135 | −8  | 5   |
| Egipt         | 5  | 2 | 1 | 2 | 135 | 125 | +10 | 5   |
| Češka         | 5  | 2 | 0 | 3 | 145 | 138 | +7  | 4   |
| Alžirija      | 5  | 0 | 0 | 5 | 109 | 161 | −52 | 0   |

| 16. januar 2015 19:00 | Alžirija   | 20−34    | Egipt  | Dvorana: Ali Bin Hamad Al Attiya Arena, Doha Gledalcev: 5,500 Sodnika: López, Ramírez |
| 16. januar 2015 19:00 | Kaabeche 6 | (9−17)   | Issa 5 | Dvorana: Ali Bin Hamad Al Attiya Arena, Doha Gledalcev: 5,500 Sodnika: López, Ramírez |
| 16. januar 2015 19:00 | 6× 3×      | Poročilo | 7× 3×  | Dvorana: Ali Bin Hamad Al Attiya Arena, Doha Gledalcev: 5,500 Sodnika: López, Ramírez |

| 16. januar 2015 21:00 | Francija            | 30−27    | Češka     | Dvorana: Duhail Handball Sports Hall, Doha Gledalcev: 1,800 Sodnika: Gjeding, Hansen |
| 16. januar 2015 21:00 | Guigou, Karabatić 7 | (16−9)   | Horák 8   | Dvorana: Duhail Handball Sports Hall, Doha Gledalcev: 1,800 Sodnika: Gjeding, Hansen |
| 16. januar 2015 21:00 | 6× 2×               | Poročilo | 10× 2× 1× | Dvorana: Duhail Handball Sports Hall, Doha Gledalcev: 1,800 Sodnika: Gjeding, Hansen |

| 16. januar 2015 21:00 | Švedska  | 24−16    | Islandija | Dvorana: Ali Bin Hamad Al Attiya Arena, Doha Gledalcev: 1,000 Sodnika: Menezes, Pinto |
| 16. januar 2015 21:00 | Ekberg 7 | (12−7)   | Atlason 5 | Dvorana: Ali Bin Hamad Al Attiya Arena, Doha Gledalcev: 1,000 Sodnika: Menezes, Pinto |
| 16. januar 2015 21:00 | 7× 3×    | Poročilo | 6× 3×     | Dvorana: Ali Bin Hamad Al Attiya Arena, Doha Gledalcev: 1,000 Sodnika: Menezes, Pinto |

| 18. januar 2015 19:00 | Islandija    | 32–24    | Alžirija  | Dvorana: Ali Bin Hamad Al Attiya Arena, Doha Gledalcev: 2,000 Sodnika: Milošević, Gubica |
| 18. januar 2015 19:00 | Sigurðsson 8 | (12–13)  | Berkous 5 | Dvorana: Ali Bin Hamad Al Attiya Arena, Doha Gledalcev: 2,000 Sodnika: Milošević, Gubica |
| 18. januar 2015 19:00 | 6× 3× 1×     | Poročilo | 3×        | Dvorana: Ali Bin Hamad Al Attiya Arena, Doha Gledalcev: 2,000 Sodnika: Milošević, Gubica |

| 18. januar 2015 21:00 | Češka          | 22–36    | Švedska      | Dvorana: Ali Bin Hamad Al Attiya Arena, Doha Gledalcev: 1,000 Sodnika: Geipel, Helbig |
| 18. januar 2015 21:00 | Babák, Sobol 5 | (10–19)  | Andersson 10 | Dvorana: Ali Bin Hamad Al Attiya Arena, Doha Gledalcev: 1,000 Sodnika: Geipel, Helbig |
| 18. januar 2015 21:00 | 6× 3× 1×       | Poročilo | 5× 3×        | Dvorana: Ali Bin Hamad Al Attiya Arena, Doha Gledalcev: 1,000 Sodnika: Geipel, Helbig |

| 18. januar 2015 21:00 | Egipt  | 24–28    | Francija    | Dvorana: Duhail Handball Sports Hall, Doha Gledalcev: 4,500 Sodnika: Krstić, Ljubič |
| 18. januar 2015 21:00 | Amer 5 | (11–14)  | Karabatić 6 | Dvorana: Duhail Handball Sports Hall, Doha Gledalcev: 4,500 Sodnika: Krstić, Ljubič |
| 18. januar 2015 21:00 | 10× 3× | Poročilo | 7× 3×       | Dvorana: Duhail Handball Sports Hall, Doha Gledalcev: 4,500 Sodnika: Krstić, Ljubič |

| 20. januar 2015 19:00 | Češka    | 24–27    | Egipt      | Dvorana: Ali Bin Hamad Al Attiya Arena, Doha Gledalcev: 6,500 Sodnika: Al-Suwaidi, Bamutref |
| 20. januar 2015 19:00 | Hrstka 5 | (10–13)  | El-Ahmar 5 | Dvorana: Ali Bin Hamad Al Attiya Arena, Doha Gledalcev: 6,500 Sodnika: Al-Suwaidi, Bamutref |
| 20. januar 2015 19:00 | 4× 3×    | Poročilo | 9× 3×      | Dvorana: Ali Bin Hamad Al Attiya Arena, Doha Gledalcev: 6,500 Sodnika: Al-Suwaidi, Bamutref |

| 20. januar 2015 21:00 | Francija    | 26–26    | Islandija                  | Dvorana: Duhail Handball Sports Hall, Doha Gledalcev: 2,500 Sodnika: Santos, Fonseca |
| 20. januar 2015 21:00 | Karabatić 6 | (12–14)  | Hallgrímsson, Pálmarsson 5 | Dvorana: Duhail Handball Sports Hall, Doha Gledalcev: 2,500 Sodnika: Santos, Fonseca |
| 20. januar 2015 21:00 | 5× 3× 1×    | Poročilo | 7× 3×                      | Dvorana: Duhail Handball Sports Hall, Doha Gledalcev: 2,500 Sodnika: Santos, Fonseca |

| 20. januar 2015 21:00 | Švedska   | 27–19    | Alžirija | Dvorana: Ali Bin Hamad Al Attiya Arena, Doha Gledalcev: 1,000 Sodnika: Nachevski, Nikolov |
| 20. januar 2015 21:00 | Källman 6 | (15–6)   | Daoud 6  | Dvorana: Ali Bin Hamad Al Attiya Arena, Doha Gledalcev: 1,000 Sodnika: Nachevski, Nikolov |
| 20. januar 2015 21:00 | 6× 3× 1×  | Poročilo | 4× 3×    | Dvorana: Ali Bin Hamad Al Attiya Arena, Doha Gledalcev: 1,000 Sodnika: Nachevski, Nikolov |

| 22. januar 2015 19:00 | Švedska   | 25–25    | Egipt      | Dvorana: Ali Bin Hamad Al Attiya Arena, Doha Gledalcev: 7,000 Sodnika: Milošević, Gubica |
| 22. januar 2015 19:00 | Ekberg 10 | (10–10)  | El-Ahmar 9 | Dvorana: Ali Bin Hamad Al Attiya Arena, Doha Gledalcev: 7,000 Sodnika: Milošević, Gubica |
| 22. januar 2015 19:00 | 6× 3×     | Poročilo | 7× 3× 1×   | Dvorana: Ali Bin Hamad Al Attiya Arena, Doha Gledalcev: 7,000 Sodnika: Milošević, Gubica |

| 22. januar 2015 21:00 | Islandija    | 25–36    | Češka    | Dvorana: Ali Bin Hamad Al Attiya Arena, Doha Gledalcev: 500 Sodnika: Lee, Koo |
| 22. januar 2015 21:00 | Guðjónsson 5 | (11–21)  | Jícha 11 | Dvorana: Ali Bin Hamad Al Attiya Arena, Doha Gledalcev: 500 Sodnika: Lee, Koo |
| 22. januar 2015 21:00 | 7× 2×        | Poročilo | 6× 2×    | Dvorana: Ali Bin Hamad Al Attiya Arena, Doha Gledalcev: 500 Sodnika: Lee, Koo |

| 22. januar 2015 21:00 | Alžirija   | 26–32    | Francija | Dvorana: Duhail Handball Sports Hall, Doha Gledalcev: 2,000 Sodnika: Nikolić, Stojković |
| 22. januar 2015 21:00 | Berkous 11 | (12–19)  | Guigou 7 | Dvorana: Duhail Handball Sports Hall, Doha Gledalcev: 2,000 Sodnika: Nikolić, Stojković |
| 22. januar 2015 21:00 | 9× 3×      | Poročilo | 5× 3×    | Dvorana: Duhail Handball Sports Hall, Doha Gledalcev: 2,000 Sodnika: Nikolić, Stojković |

| 24. januar 2015 19:00 | Egipt          | 25–28    | Islandija     | Dvorana: Ali Bin Hamad Al Attiya Arena, Doha Gledalcev: 5,500 Sodnika: Nikolić, Stojković |
| 24. januar 2015 19:00 | Issa, Radwan 5 | (10–15)  | Sigurðsson 13 | Dvorana: Ali Bin Hamad Al Attiya Arena, Doha Gledalcev: 5,500 Sodnika: Nikolić, Stojković |
| 24. januar 2015 19:00 | 4× 3×          | Poročilo | 7× 3×         | Dvorana: Ali Bin Hamad Al Attiya Arena, Doha Gledalcev: 5,500 Sodnika: Nikolić, Stojković |

| 24. januar 2015 21:00 | Alžirija        | 20–36    | Češka   | Dvorana: Duhail Handball Sports Hall, Doha Gledalcev: 500 Sodnika: Hizaki, Ikebuchi |
| 24. januar 2015 21:00 | Daoud, Hamoud 5 | (10–21)  | Jícha 7 | Dvorana: Duhail Handball Sports Hall, Doha Gledalcev: 500 Sodnika: Hizaki, Ikebuchi |
| 24. januar 2015 21:00 | 1× 3×           | Poročilo | 3×      | Dvorana: Duhail Handball Sports Hall, Doha Gledalcev: 500 Sodnika: Hizaki, Ikebuchi |

| 24. januar 2015 21:00 | Francija | 27–25    | Švedska   | Dvorana: Ali Bin Hamad Al Attiya Arena, Doha Gledalcev: 3,000 Sodnika: López, Ramírez |
| 24. januar 2015 21:00 | Joli 9   | (11–12)  | Källman 8 | Dvorana: Ali Bin Hamad Al Attiya Arena, Doha Gledalcev: 3,000 Sodnika: López, Ramírez |
| 24. januar 2015 21:00 | 2× 4× 1× | Poročilo | 4×        | Dvorana: Ali Bin Hamad Al Attiya Arena, Doha Gledalcev: 3,000 Sodnika: López, Ramírez |

#### Skupina D
| Reprezentanca   | OT | Z | N | P | DG  | PG  | GR  | Toč |
| --------------- | -- | - | - | - | --- | --- | --- | --- |
| Nemčija         | 5  | 4 | 1 | 0 | 150 | 124 | +26 | 9   |
| Danska          | 5  | 3 | 2 | 0 | 154 | 127 | +27 | 8   |
| Poljska         | 5  | 3 | 0 | 2 | 135 | 121 | +14 | 6   |
| Argentina       | 5  | 2 | 1 | 2 | 132 | 123 | +9  | 5   |
| Rusija          | 5  | 1 | 0 | 4 | 133 | 131 | +2  | 2   |
| Saudova Arabija | 5  | 0 | 0 | 5 | 87  | 165 | −78 | 0   |

| 16. januar 2015 15:00 | Rusija               | 27–17    | Saudova Arabija        | Dvorana: Duhail Handball Sports Hall, Doha Gledalcev: 500 Sodnika: Hizaki, Ikebuchi |
| 16. januar 2015 15:00 | Dereven, Zhitnikov 4 | (17–9)   | Al-Abbas, Al-Hannabi 4 | Dvorana: Duhail Handball Sports Hall, Doha Gledalcev: 500 Sodnika: Hizaki, Ikebuchi |
| 16. januar 2015 15:00 | 6× 2× 1×             | Poročilo | 9× 2×                  | Dvorana: Duhail Handball Sports Hall, Doha Gledalcev: 500 Sodnika: Hizaki, Ikebuchi |

| 16. januar 2015 19:00 | Poljska    | 26−29    | Nemčija    | Dvorana: Lusail Sports Arena, Lusail Gledalcev: 3,500 Sodnika: Nachevski, Nikolov |
| 16. januar 2015 19:00 | Lijewski 7 | (13−17)  | Weinhold 9 | Dvorana: Lusail Sports Arena, Lusail Gledalcev: 3,500 Sodnika: Nachevski, Nikolov |
| 16. januar 2015 19:00 | 5× 4×      | Poročilo | 6× 4×      | Dvorana: Lusail Sports Arena, Lusail Gledalcev: 3,500 Sodnika: Nachevski, Nikolov |

| 16. januar 2015 21:00 | Danska   | 24−24    | Argentina | Dvorana: Lusail Sports Arena, Lusail Gledalcev: 1,000 Sodnika: Krstić, Ljubič |
| 16. januar 2015 21:00 | Eggert 5 | (13−8)   | Pizarro 8 | Dvorana: Lusail Sports Arena, Lusail Gledalcev: 1,000 Sodnika: Krstić, Ljubič |
| 16. januar 2015 21:00 | 7× 3×    | Poročilo | 7× 3× 1×  | Dvorana: Lusail Sports Arena, Lusail Gledalcev: 1,000 Sodnika: Krstić, Ljubič |

| 18. januar 2015 19:00 | Argentina          | 23–24    | Poljska            | Dvorana: Duhail Handball Sports Hall, Doha Gledalcev: 3,000 Sodnika: Novotný, Horáček |
| 18. januar 2015 19:00 | trije rokometaši 5 | (12–11)  | trije rokometaši 5 | Dvorana: Duhail Handball Sports Hall, Doha Gledalcev: 3,000 Sodnika: Novotný, Horáček |
| 18. januar 2015 19:00 | 6× 3× 1×           | Poročilo | 7× 3×              | Dvorana: Duhail Handball Sports Hall, Doha Gledalcev: 3,000 Sodnika: Novotný, Horáček |

| 18. januar 2015 19:00 | Nemčija      | 27–26    | Rusija     | Dvorana: Lusail Sports Arena, Lusail Gledalcev: 600 Sodnika: Kliko, Johansson |
| 18. januar 2015 19:00 | Gensheimer 9 | (9–13)   | Igropulo 6 | Dvorana: Lusail Sports Arena, Lusail Gledalcev: 600 Sodnika: Kliko, Johansson |
| 18. januar 2015 19:00 | 7× 3×        | Poročilo | 8× 3×      | Dvorana: Lusail Sports Arena, Lusail Gledalcev: 600 Sodnika: Kliko, Johansson |

| 18. januar 2015 21:00 | Saudova Arabija            | 18–38    | Danska           | Dvorana: Lusail Sports Arena, Lusail Gledalcev: 600 Sodnika: Rashed, El-Sayed |
| 18. januar 2015 21:00 | Al-Janabi, Moj. Al-Salem 4 | (6–20)   | H. Toft Hansen 8 | Dvorana: Lusail Sports Arena, Lusail Gledalcev: 600 Sodnika: Rashed, El-Sayed |
| 18. januar 2015 21:00 | 4× 2×                      | Poročilo | 3× 2×            | Dvorana: Lusail Sports Arena, Lusail Gledalcev: 600 Sodnika: Rashed, El-Sayed |

| 20. januar 2015 19:00 | Poljska    | 26–25    | Rusija       | Dvorana: Lusail Sports Arena, Lusail Gledalcev: 1,000 Sodnika: Krstić, Ljubič |
| 20. januar 2015 19:00 | Rojewski 6 | (12–13)  | Shishkarev 7 | Dvorana: Lusail Sports Arena, Lusail Gledalcev: 1,000 Sodnika: Krstić, Ljubič |
| 20. januar 2015 19:00 | 5× 3×      | Poročilo | 5× 3×        | Dvorana: Lusail Sports Arena, Lusail Gledalcev: 1,000 Sodnika: Krstić, Ljubič |

| 20. januar 2015 19:00 | Argentina | 32–20    | Saudova Arabija | Dvorana: Duhail Handball Sports Hall, Doha Gledalcev: 1,000 Sodnika: Krichen, Makhlouf |
| 20. januar 2015 19:00 | Pizarro 7 | (13–11)  | Al-Janabi 5     | Dvorana: Duhail Handball Sports Hall, Doha Gledalcev: 1,000 Sodnika: Krichen, Makhlouf |
| 20. januar 2015 19:00 | 6× 4×     | Poročilo | 12× 4× 2×       | Dvorana: Duhail Handball Sports Hall, Doha Gledalcev: 1,000 Sodnika: Krichen, Makhlouf |

| 20. januar 2015 21:00 | Danska                 | 30–30    | Nemčija    | Dvorana: Lusail Sports Arena, Lusail Gledalcev: 2,000 Sodnika: López, Ramírez |
| 20. januar 2015 21:00 | Christiansen, Hansen 6 | (16–16)  | Weinhold 8 | Dvorana: Lusail Sports Arena, Lusail Gledalcev: 2,000 Sodnika: López, Ramírez |
| 20. januar 2015 21:00 | 3×                     | Poročilo | 5× 3×      | Dvorana: Lusail Sports Arena, Lusail Gledalcev: 2,000 Sodnika: López, Ramírez |

| 22. januar 2015 19:00 | Poljska    | 32–13    | Saudova Arabija | Dvorana: Duhail Handball Sports Hall, Doha Gledalcev: 800 Sodnika: Kliko, Johansson |
| 22. januar 2015 19:00 | Syprzak 10 | (17–6)   | Al-Abdulali 4   | Dvorana: Duhail Handball Sports Hall, Doha Gledalcev: 800 Sodnika: Kliko, Johansson |
| 22. januar 2015 19:00 | 3×         | Poročilo | 4× 3× 1×        | Dvorana: Duhail Handball Sports Hall, Doha Gledalcev: 800 Sodnika: Kliko, Johansson |

| 22. januar 2015 19:00 | Nemčija    | 28–23    | Argentina   | Dvorana: Lusail Sports Arena, Lusail Gledalcev: 5,500 Sodnika: Gatelis, Mažeika |
| 22. januar 2015 19:00 | Groetzki 7 | (13–14)  | Fernández 6 | Dvorana: Lusail Sports Arena, Lusail Gledalcev: 5,500 Sodnika: Gatelis, Mažeika |
| 22. januar 2015 19:00 | 6× 3×      | Poročilo | 6× 3×       | Dvorana: Lusail Sports Arena, Lusail Gledalcev: 5,500 Sodnika: Gatelis, Mažeika |

| 22. januar 2015 21:00 | Rusija       | 28–31    | Danska    | Dvorana: Lusail Sports Arena, Lusail Gledalcev: 10,500 Sodnika: Nachevski, Nikolov |
| 22. januar 2015 21:00 | Shishkarev 8 | (8–16)   | Schmidt 9 | Dvorana: Lusail Sports Arena, Lusail Gledalcev: 10,500 Sodnika: Nachevski, Nikolov |
| 22. januar 2015 21:00 | 1× 3×        | Poročilo | 2× 3×     | Dvorana: Lusail Sports Arena, Lusail Gledalcev: 10,500 Sodnika: Nachevski, Nikolov |

| 24. januar 2015 19:00 | Saudova Arabija    | 19–36    | Nemčija           | Dvorana: Lusail Sports Arena, Lusail Gledalcev: 3,500 Sodnika: Santos, Fonseca |
| 24. januar 2015 19:00 | trije rokometaši 3 | (8–18)   | Musche, Sellin 11 | Dvorana: Lusail Sports Arena, Lusail Gledalcev: 3,500 Sodnika: Santos, Fonseca |
| 24. januar 2015 19:00 | 6× 3×              | Poročilo | 5× 3×             | Dvorana: Lusail Sports Arena, Lusail Gledalcev: 3,500 Sodnika: Santos, Fonseca |

| 24. januar 2015 19:00 | Rusija       | 27–30    | Argentina | Dvorana: Duhail Handball Sports Hall, Doha Gledalcev: 500 Sodnika: Al-Suwaidi, Bamutref |
| 24. januar 2015 19:00 | Shishkarev 7 | (16–17)  | Pizarro 9 | Dvorana: Duhail Handball Sports Hall, Doha Gledalcev: 500 Sodnika: Al-Suwaidi, Bamutref |
| 24. januar 2015 19:00 | 8× 3× 1×     | Poročilo | 4× 3× 1×  | Dvorana: Duhail Handball Sports Hall, Doha Gledalcev: 500 Sodnika: Al-Suwaidi, Bamutref |

| 24. januar 2015 21:00 | Danska     | 31–27    | Poljska    | Dvorana: Lusail Sports Arena, Lusail Gledalcev: 6,000 Sodnika: Milošević, Gubica |
| 24. januar 2015 21:00 | Lindberg 6 | (16–12)  | Rojewski 5 | Dvorana: Lusail Sports Arena, Lusail Gledalcev: 6,000 Sodnika: Milošević, Gubica |
| 24. januar 2015 21:00 | 5× 3×      | Poročilo | 3×         | Dvorana: Lusail Sports Arena, Lusail Gledalcev: 6,000 Sodnika: Milošević, Gubica |

## Izločilni del
| Šestnajstina finala | Šestnajstina finala | Šestnajstina finala |  |  | Četrtfinale | Četrtfinale | Četrtfinale |  |  | Polfinale | Polfinale | Polfinale |  |                 | Finale          | Finale          | Finale |
|                     |                     |                     |  |  |             |             |             |  |  |           |           |           |  |                 |                 |                 |        |
| B1                  | Hrvaška             | 26                  |  |  |             |             |             |  |  |           |           |           |  |                 |                 |                 |        |
| A4                  | Brazilija           | 25                  |  |  | B1          | Hrvaška     | 22          |  |  |           |           |           |  |                 |                 |                 |        |
| D3                  | Poljska             | 24                  |  |  | D3          | Poljska     | 24          |  |  |           |           |           |  |                 |                 |                 |        |
| C2                  | Švedska             | 20                  |  |  |             |             |             |  |  | D3        | Poljska   | 29        |  |                 |                 |                 |        |
| B3                  | Avstrija            | 27                  |  |  |             |             |             |  |  | A2        | Katar     | 31        |  |                 |                 |                 |        |
| A2                  | Katar               | 29                  |  |  | A2          | Katar       | 26          |  |  |           |           |           |  |                 |                 |                 |        |
| D1                  | Nemčija             | 23                  |  |  | D1          | Nemčija     | 24          |  |  |           |           |           |  |                 |                 |                 |        |
| C4                  | Egipt               | 16                  |  |  |             |             |             |  |  |           |           |           |  |                 | A2              | Katar           | 22     |
| C3                  | Islandija           | 25                  |  |  |             |             |             |  |  |           |           |           |  |                 | C1              | Francija        | 25     |
| D2                  | Danska              | 30                  |  |  | D2          | Danska      | 24          |  |  |           |           |           |  |                 |                 |                 |        |
| A1                  | Španija             | 28                  |  |  | A1          | Španija     | 25          |  |  |           |           |           |  |                 |                 |                 |        |
| B4                  | Tunizija            | 20                  |  |  |             |             |             |  |  | A1        | Španija   | 22        |  |                 |                 |                 |        |
| A3                  | Slovenija           | 30                  |  |  |             |             |             |  |  | C1        | Francija  | 26        |  |                 |                 |                 |        |
| B2                  | Makedonija          | 28                  |  |  | A3          | Slovenija   | 23          |  |  |           |           |           |  | Za tretje mesto | Za tretje mesto | Za tretje mesto |        |
| C1                  | Francija            | 33                  |  |  | C1          | Francija    | 32          |  |  |           |           |           |  |                 | D3              | Poljska         | 29     |
| D4                  | Argentina           | 20                  |  |  |             |             |             |  |  |           |           |           |  |                 | A1              | Španija         | 28     |

### Osmina finala
| 25. januar 2015 18:30 | Avstrija | 27–29    | Katar      | Dvorana: Lusail Sports Arena, Lusail Gledalcev: 12,200 Sodnika: Milošević, Gubica |
| 25. januar 2015 18:30 | Weber 8  | (14–13)  | Marković 8 | Dvorana: Lusail Sports Arena, Lusail Gledalcev: 12,200 Sodnika: Milošević, Gubica |
| 25. januar 2015 18:30 | 7× 4×    | Poročilo | 4×         | Dvorana: Lusail Sports Arena, Lusail Gledalcev: 12,200 Sodnika: Milošević, Gubica |

| 25. januar 2015 18:30 | Slovenija | 30–28    | Makedonija                | Dvorana: Ali Bin Hamad Al Attiya Arena, Doha Gledalcev: 800 Sodnika: Gatelis, Mažeika |
| 25. januar 2015 18:30 | Gajić 9   | (16–15)  | Georgievski, K. Lazarov 7 | Dvorana: Ali Bin Hamad Al Attiya Arena, Doha Gledalcev: 800 Sodnika: Gatelis, Mažeika |
| 25. januar 2015 18:30 | 9× 4×     | Poročilo | 4× 1×                     | Dvorana: Ali Bin Hamad Al Attiya Arena, Doha Gledalcev: 800 Sodnika: Gatelis, Mažeika |

| 25. januar 2015 21:00 | Španija  | 28–20    | Tunizija    | Dvorana: Lusail Sports Arena, Lusail Gledalcev: 5,500 Sodnika: Nachevski, Nikolov |
| 25. januar 2015 21:00 | Ugalde 6 | (18–9)   | Boughanmi 5 | Dvorana: Lusail Sports Arena, Lusail Gledalcev: 5,500 Sodnika: Nachevski, Nikolov |
| 25. januar 2015 21:00 | 5× 3×    | Poročilo | 3×          | Dvorana: Lusail Sports Arena, Lusail Gledalcev: 5,500 Sodnika: Nachevski, Nikolov |

| 25. januar 2015 21:00 | Hrvaška   | 26–25    | Brazilija | Dvorana: Ali Bin Hamad Al Attiya Arena, Doha Gledalcev: 800 Sodnika: Al-Suwaidi, Bamutref |
| 25. januar 2015 21:00 | Kopljar 5 | (13–15)  | Silva 5   | Dvorana: Ali Bin Hamad Al Attiya Arena, Doha Gledalcev: 800 Sodnika: Al-Suwaidi, Bamutref |
| 25. januar 2015 21:00 | 1× 2×     | Poročilo | 5× 2×     | Dvorana: Ali Bin Hamad Al Attiya Arena, Doha Gledalcev: 800 Sodnika: Al-Suwaidi, Bamutref |

| 26. januar 2015 18:30 | Nemčija      | 23–16    | Egipt            | Dvorana: Lusail Sports Arena, Lusail Gledalcev: 12,500 Sodnika: Novotný, Horáček |
| 26. januar 2015 18:30 | Gensheimer 6 | (12–8)   | El-Ahmar, Issa 4 | Dvorana: Lusail Sports Arena, Lusail Gledalcev: 12,500 Sodnika: Novotný, Horáček |
| 26. januar 2015 18:30 | 7× 3×        | Poročilo | 5× 3× 1×         | Dvorana: Lusail Sports Arena, Lusail Gledalcev: 12,500 Sodnika: Novotný, Horáček |

| 26. januar 2015 18:30 | Poljska                  | 24–20    | Švedska    | Dvorana: Ali Bin Hamad Al Attiya Arena, Doha Gledalcev: 1,500 Sodnika: Krstić, Ljubič |
| 26. januar 2015 18:30 | B. Jurecki, M. Jurecki 5 | (10–11)  | Petersen 5 | Dvorana: Ali Bin Hamad Al Attiya Arena, Doha Gledalcev: 1,500 Sodnika: Krstić, Ljubič |
| 26. januar 2015 18:30 | 3× 2×                    | Poročilo | 6× 2×      | Dvorana: Ali Bin Hamad Al Attiya Arena, Doha Gledalcev: 1,500 Sodnika: Krstić, Ljubič |

| 26. januar 2015 21:00 | Islandija   | 25–30    | Danska          | Dvorana: Lusail Sports Arena, Lusail Gledalcev: 3,000 Sodnika: Reveret, Pichon |
| 26. januar 2015 21:00 | Petersson 7 | (10–16)  | Lauge Schmidt 6 | Dvorana: Lusail Sports Arena, Lusail Gledalcev: 3,000 Sodnika: Reveret, Pichon |
| 26. januar 2015 21:00 | 2× 4×       | Poročilo | 5× 4×           | Dvorana: Lusail Sports Arena, Lusail Gledalcev: 3,000 Sodnika: Reveret, Pichon |

| 26. januar 2015 21:00 | Francija | 33–20    | Argentina | Dvorana: Ali Bin Hamad Al Attiya Arena, Doha Gledalcev: 1,500 Sodnika: Gjeding, Hansen |
| 26. januar 2015 21:00 | Porte 6  | (16–6)   | Carou 4   | Dvorana: Ali Bin Hamad Al Attiya Arena, Doha Gledalcev: 1,500 Sodnika: Gjeding, Hansen |
| 26. januar 2015 21:00 | 4× 2×    | Poročilo | 1× 2×     | Dvorana: Ali Bin Hamad Al Attiya Arena, Doha Gledalcev: 1,500 Sodnika: Gjeding, Hansen |

### Četrtfinale
| 28. januar 2015 18:30 | Hrvaška            | 22–24    | Poljska      | Dvorana: Ali Bin Hamad Al Attiya Arena, Doha Gledalcev: 1,500 Sodnika: Gjeding, Hansen |
| 28. januar 2015 18:30 | Duvnjak, Kopljar 5 | (10–12)  | Jurkiewicz 6 | Dvorana: Ali Bin Hamad Al Attiya Arena, Doha Gledalcev: 1,500 Sodnika: Gjeding, Hansen |
| 28. januar 2015 18:30 | 3×                 | Poročilo | 3×           | Dvorana: Ali Bin Hamad Al Attiya Arena, Doha Gledalcev: 1,500 Sodnika: Gjeding, Hansen |

| 28. januar 2015 18:30 | Katar    | 26–24    | Nemčija      | Dvorana: Lusail Sports Arena, Lusail Gledalcev: 15,000 Sodnika: Nachevski, Nikolov |
| 28. januar 2015 18:30 | Capote 8 | (18–14)  | Gensheimer 5 | Dvorana: Lusail Sports Arena, Lusail Gledalcev: 15,000 Sodnika: Nachevski, Nikolov |
| 28. januar 2015 18:30 | 2× 3×    | Poročilo | 3×           | Dvorana: Lusail Sports Arena, Lusail Gledalcev: 15,000 Sodnika: Nachevski, Nikolov |

| 28. januar 2015 21:00 | Slovenija   | 23–32    | Francija   | Dvorana: Ali Bin Hamad Al Attiya Arena, Doha Gledalcev: 2,500 Sodnika: Novotný, Horáček |
| 28. januar 2015 21:00 | L. Žvižej 6 | (10–18)  | Narcisse 6 | Dvorana: Ali Bin Hamad Al Attiya Arena, Doha Gledalcev: 2,500 Sodnika: Novotný, Horáček |
| 28. januar 2015 21:00 | 5× 4×       | Poročilo | 2× 4×      | Dvorana: Ali Bin Hamad Al Attiya Arena, Doha Gledalcev: 2,500 Sodnika: Novotný, Horáček |

| 28. januar 2015 21:00 | Danska           | 24–25    | Španija         | Dvorana: Lusail Sports Arena, Lusail Gledalcev: 9,000 Sodnika: Geipel, Helbig |
| 28. januar 2015 21:00 | Eggert, Hansen 6 | (11–11)  | Rivera Folch 10 | Dvorana: Lusail Sports Arena, Lusail Gledalcev: 9,000 Sodnika: Geipel, Helbig |
| 28. januar 2015 21:00 | 3× 4×            | Poročilo | 3× 4×           | Dvorana: Lusail Sports Arena, Lusail Gledalcev: 9,000 Sodnika: Geipel, Helbig |

### Polfinale
| 30. januar 2015 18:30 | Poljska   | 29–31    | Katar             | Dvorana: Lusail Sports Arena, Lusail Gledalcev: 15,000 Sodnika: Nikolić, Stojković |
| 30. januar 2015 18:30 | Jurecki 9 | (13–16)  | Capote, Mallash 6 | Dvorana: Lusail Sports Arena, Lusail Gledalcev: 15,000 Sodnika: Nikolić, Stojković |
| 30. januar 2015 18:30 | 5× 3×     | Poročilo | 2× 3×             | Dvorana: Lusail Sports Arena, Lusail Gledalcev: 15,000 Sodnika: Nikolić, Stojković |

| 30. januar 2015 21:00 | Španija            | 22–26    | Francija | Dvorana: Lusail Sports Arena, Lusail Gledalcev: 9,000 Sodnika: Krstić, Ljubič |
| 30. januar 2015 21:00 | Cañellas, Ugalde 5 | (14–18)  | Guigou 5 | Dvorana: Lusail Sports Arena, Lusail Gledalcev: 9,000 Sodnika: Krstić, Ljubič |
| 30. januar 2015 21:00 | 3×                 | Poročilo | 3×       | Dvorana: Lusail Sports Arena, Lusail Gledalcev: 9,000 Sodnika: Krstić, Ljubič |

### Za 3. mesto
| 1. februar 2015 16:30 | Poljska                     | 29–28 (Po podaljšku) | Španija | Dvorana: Lusail Sports Arena, Lusail Gledalcev: 9,400 Sodnika: Gjeding, Hansen |
| 1. februar 2015 16:30 | Szyba 8                     | (13–13)              | Tomás 7 | Dvorana: Lusail Sports Arena, Lusail Gledalcev: 9,400 Sodnika: Gjeding, Hansen |
| 1. februar 2015 16:30 | 4× 3×                       | Poročilo             | 1× 3×   | Dvorana: Lusail Sports Arena, Lusail Gledalcev: 9,400 Sodnika: Gjeding, Hansen |
| 1. februar 2015 16:30 | FT: 24–24 Po podaljšku: 5–4 |                      |         | Dvorana: Lusail Sports Arena, Lusail Gledalcev: 9,400 Sodnika: Gjeding, Hansen |

### Finale
| 1. februar 2015 19:15 | Katar      | 22–25    | Francija    | Dvorana: Lusail Sports Arena, Lusail Gledalcev: 15,000 Sodnika: Novotný, Horáček |
| 1. februar 2015 19:15 | Marković 7 | (11–14)  | Karabatić 5 | Dvorana: Lusail Sports Arena, Lusail Gledalcev: 15,000 Sodnika: Novotný, Horáček |
| 1. februar 2015 19:15 | 4× 3×      | Poročilo | 2× 3×       | Dvorana: Lusail Sports Arena, Lusail Gledalcev: 15,000 Sodnika: Novotný, Horáček |

### Za 5.-8. mesto
|  | Polfinale  | Polfinale  |    |            | Za 5. mesto | Za 5. mesto |
|  |            |            |    |            |             |             |
|  | 30. januar |            |    |            |             |             |
|  | Hrvaška    | 28         |    |            |             |             |
|  | Nemčija    | 23         |    |            |             |             |
|  |            |            |    |            |             |             |
|  |            |            |    |            | 31. januar  |             |
|  |            |            |    |            | Hrvaška     | 24          |
|  |            | Danska     | 28 |            |             |             |
|  |            |            |    |            |             |             |
|  |            |            |    |            |             |             |
|  |            |            |    |            | za 7. mesto |             |
|  | 30. januar | 30. januar |    | 31. januar | 31. januar  |             |
|  | Danska     | 36         |    | Nemčija    | 30          |             |
|  | Slovenija  | 33         |    |            | Slovenija   | 27          |

| 30. januar 2015 16:00 | Hrvaška  | 28–23    | Nemčija                  | Dvorana: Ali Bin Hamad Al Attiya Arena, Doha Gledalcev: 800 Sodnika: López, Ramírez |
| 30. januar 2015 16:00 | Štrlek 8 | (13–11)  | Gensheimer, Schöngarth 6 | Dvorana: Ali Bin Hamad Al Attiya Arena, Doha Gledalcev: 800 Sodnika: López, Ramírez |
| 30. januar 2015 16:00 | 2× 3×    | Poročilo | 2× 3×                    | Dvorana: Ali Bin Hamad Al Attiya Arena, Doha Gledalcev: 800 Sodnika: López, Ramírez |

| 30. januar 2015 18:30 | Danska    | 36–33    | Slovenija | Dvorana: Ali Bin Hamad Al Attiya Arena, Doha Gledalcev: 500 Sodnika: Al-Suwaidi, Bamutref |
| 30. januar 2015 18:30 | Hansen 13 | (19–15)  | Gajić 12  | Dvorana: Ali Bin Hamad Al Attiya Arena, Doha Gledalcev: 500 Sodnika: Al-Suwaidi, Bamutref |
| 30. januar 2015 18:30 | 4× 3×     | Poročilo | 5× 3× 2×  | Dvorana: Ali Bin Hamad Al Attiya Arena, Doha Gledalcev: 500 Sodnika: Al-Suwaidi, Bamutref |

#### Za 7. mesto
| 31. januar 2015 16:30 | Nemčija       | 30–27    | Slovenija | Dvorana: Lusail Sports Arena, Lusail Gledalcev: 1,000 Sodnika: Novotný, Horáček |
| 31. januar 2015 16:30 | Gensheimer 13 | (16–14)  | Natek 9   | Dvorana: Lusail Sports Arena, Lusail Gledalcev: 1,000 Sodnika: Novotný, Horáček |
| 31. januar 2015 16:30 | 3×            | Poročilo | 3× 1×     | Dvorana: Lusail Sports Arena, Lusail Gledalcev: 1,000 Sodnika: Novotný, Horáček |

#### Za 5. mesto
| 31. januar 2015 19:15 | Hrvaška            | 24–28    | Danska   | Dvorana: Lusail Sports Arena, Lusail Gledalcev: 3,000 Sodnika: López, Ramírez |
| 31. januar 2015 19:15 | trije rokometaši 4 | (11–15)  | Hansen 8 | Dvorana: Lusail Sports Arena, Lusail Gledalcev: 3,000 Sodnika: López, Ramírez |
| 31. januar 2015 19:15 | 3×                 | Poročilo | 3×       | Dvorana: Lusail Sports Arena, Lusail Gledalcev: 3,000 Sodnika: López, Ramírez |

## Statistika
| Poz | Rokometaš           | Reprezentanca | Goli | Streli | %   |
| --- | ------------------- | ------------- | ---- | ------ | --- |
| 1   | Dragan Gajić        | Slovenija     | 71   | 93     | 76% |
| 2   | Žarko Marković      | Katar         | 67   | 127    | 53% |
| 3   | Uwe Gensheimer      | Nemčija       | 54   | 72     | 75% |
| 4   | Rodrigo Salinas     | Čile          | 52   | 92     | 57% |
| 5   | Rafael Capote       | Katar         | 48   | 78     | 62% |
| 6   | Valero Rivera Folch | Španija       | 47   | 58     | 81% |
| 7   | Kiril Lazarov       | Makedonija    | 45   | 78     | 58% |
| 8   | Siarhei Rutenka     | Belorusija    | 43   | 75     | 57% |
| 9   | Robert Weber        | Avstrija      | 42   | 61     | 69% |
| 10  | Ivan Čupić          | Hrvaška       | 41   | 53     | 77% |

| Poz | Vratar                  | Reprezentanca | %   | Obrambe | Streli |
| --- | ----------------------- | ------------- | --- | ------- | ------ |
| 1   | Carsten Lichtlein       | Nemčija       | 38% | 57      | 152    |
| 2   | Filip Ivić              | Hrvaška       | 37% | 44      | 119    |
| 2   | Thierry Omeyer          | Francija      | 37% | 105     | 283    |
| 2   | Gonzalo Pérez de Vargas | Španija       | 37% | 97      | 259    |
| 5   | Mattias Andersson       | Švedska       | 36% | 53      | 147    |
| 5   | Danijel Šarić           | Katar         | 36% | 75      | 206    |
| 5   | Petr Štochl             | Češka         | 36% | 75      | 210    |
| 8   | Jannick Green           | Danska        | 35% | 47      | 135    |
| 8   | Silvio Heinevetter      | Nemčija       | 35% | 67      | 193    |
| 8   | Nikola Marinovic        | Avstrija      | 35% | 52      | 150    |

## Končni vrsti red
| Uvr. | Reprezentanca        |
| ---- | -------------------- |
| 1 !  | Francija             |
| 2 !  | Katar                |
| 3 !  | Poljska              |
| 4    | Španija              |
| 5    | Danska               |
| 6    | Hrvaška              |
| 7    | Nemčija              |
| 8    | Slovenija            |
| 9    | Makedonija           |
| 10   | Švedska              |
| 11   | Islandija            |
| 12   | Argentina            |
| 13   | Avstrija             |
| 14   | Egipt                |
| 15   | Tunizija             |
| 16   | Brazilija            |
| 17   | Češka                |
| 18   | Belorusija           |
| 19   | Rusija               |
| 20   | Bosna in Hercegovina |
| 21   | Iran                 |
| 22   | Saudova Arabija      |
| 23   | Čile                 |
| 24   | Alžirija             |

|  | Kvalifikacija na Poletne olimpijske igre 2016 .                                       |
|  | Kvalifikacija na kvalifikacijski turnir za uvrstitev na Poletne olimpijske igre 2016. |

| Svetovni prvaki 2015 · Francija · 5. naslov Postava William Accambray, Igor Anić, Xavier Barachet, Cyril Dumoulin, Jérôme Fernandez, Mathieu Grébille, Michaël Guigou, Samuel Honrubia, Guillaume Joli, Luka Karabatić, Nikola Karabatić, Kentin Mahé, Daniel Narcisse, Alix Nyokas, Thierry Omeyer, Valentin Porte, Cédric Sorhaindo · Selektor: Claude Onesta |